# Wiktor Czarnowski
Wiktor Czarnowski (ur. 1889, zm. po 1942) – polski urzędnik, radny Wilna, poseł na Sejm Litwy Środkowej i na Sejm Ustawodawczy w II RP.  

## Życiorys
Przed I wojną światową pracował jako urzędnik w Wilnie. Od 1918 roku kierował Polską Organizacją Bezpartyjnych. W 1922 roku został wybrany do Sejmu Litwy Środkowej z listy Polskiego Centralnego Komitetu Wyborczego w okręgu IX (Wilno - miasto). Był członkiem klubu Zespołu Stronnictw i Ugrupowań Narodowych i pracował w komisji weryfikacyjnej. 24 marca 1922 roku wszedł do Sejmu Ustawodawczego jako członek delegacji wileńskiej, jednak już 26 marca 1922 roku zrzekł się mandatu. Podpisał akt złączenia Ziemi Wileńskiej z Rzeczpospolitą Polską. Od 1919 roku pracował w Urzędzie Delegata Rządu, następnie do 1929 roku w Urzędzie Wojewódzkim w Wilnie. Sprawował mandat radnego miejskiego Wilna w latach 1919-1927. W 1930 roku zasiadał w zarządzie wileńskiego oddziału Ligi Morskiej i Rzecznej. 
Podczas II wojny światowej został wywieziony w głąb ZSRR. W sierpniu 1942 ewakuowany na Bliski Wschód wraz z Armią Polską gen. Władysława Andersa. Dalsze losy nie są znane.